# Јахорински партизански одред
Јахорински партизански одред је био партизанска јединица у саставу Народноослободилачке војске и партизанских одреда Југославије током Другог светског рата у Југославији.

## Историјат
Формиран је у другој половини септембра 1943, јачине око 250 бораца. Дејствовао је на планинском подручју Јахорине, Трескавице, Бјелашнице, Требевића и Игмана. У новембру је део Одреда ушао у састав новоформиране 27. дивизије. У току зиме 1943—44. ограничио је своју активност на мобилизацију људства и политички рад на терену. У пролеће 1944. имао је свега 60 бораца. После доласка 27. дивизије на његову територију, Одред је поновно бројно ојачао. У тешким борбама сa јединицама немачке 7. СС дивизије Принз Еуген и четнициима, које је преко месец дана водио у саставу 27. дивизије, Одред је претрпео осетне губитке и заједно са јединицама 27. дивизије морао да напусти своју територију. Остатак одреда (око 28 бораца) укључен је 30. априла 1944. у Романијски НОП одред.